# Wild West Story
Wild West Story è un film del 1964 diretto da Börje Nyberg.